# ロトフィア・エルナジ

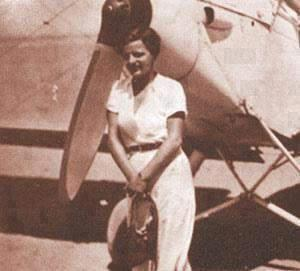
ロトフィア・エルナジ

ロトフィア・エルナジ（アラブ表記：لطفية النادي、英語表記；Lotfia ElNadi、姓は El-Nadi、El Nadi、Alnadi、Al Nadi、1907年10月29日 - 2002年）はエジプトの最初の女性パイロットである。1933年にエジプトの女性としては最初にパイロットのライセンスを取りカイロとアレクサンドリアの間を飛行した。

## 生涯・業績
アメリカ合衆国のPresbyterianが運営するカイロのアメリカン・ガールズ・カレッジで学んだ。一説には、電話会社のオペレーター、飛行クラブの秘書（または空港の受付）として働いている間に週に2回、秘密で飛行を学んだ。エルナジがパイロットのライセンスを取ったのはエジプトの女性の権利のために戦うためであった。健康上の理由で飛行のキャリアは5年ほどで終えるが、中東における女性の権利の擁護者として知られるようになり、世界中から多くの賞を得た。
1996年にエルナジの人生を取り上げたドキュメンタリー映画"Take Off From the Sand" （『砂漠からの離陸』）が Wageh Georgeによって作られ、その中で「自由になりたかったから飛行を学んだ。」と答えた。
結婚することはなく、スイスの市民権をとり、ローザンヌで長く暮らした。カナダで甥と数年暮らした後、カイロに帰り、95歳で没した。